# Eurytoma acuminata
Eurytoma acuminata är en stekelart som beskrevs av Masi 1940. Eurytoma acuminata ingår i släktet Eurytoma och familjen kragglanssteklar.
Artens utbredningsområde är Somalia. Inga underarter finns listade i Catalogue of Life.